# Pardosa qionghuai
Pardosa qionghuai là một loài nhện trong họ Lycosidae.
Loài này thuộc chi Pardosa. Pardosa qionghuai được Chang-Min Yin et al miêu tả năm 1995..